# Hiyama Yuki
Yuki Hiyama (sinh ngày 11 tháng 11 năm 1980) là một cầu thủ bóng đá người Nhật Bản.

## Sự nghiệp câu lạc bộ
Yuki Hiyama đã từng chơi cho Cerezo Osaka.